# Herr
Herr ist eine Form der Anrede für Männer. Ursprünglich war Herr eine Standesbezeichnung und ein Herrschaftstitel, siehe Herr (Titel).

## Geschichte
Herr (althochdeutsch heriro, hèrero, hèrro) ist die schon im 9. Jahrhundert substantivisch gebrauchte Komparativform von hehr (her) und bezeichnete zunächst nur die Höhergestellten gegenüber den Geringeren, die den Knechten Befehlenden.
Als Eindeutschung des griechischen Kyrios und des altlateinischen Dominus fand es Anwendung auf den „himmlischen Herrscher“ „Gott“ bzw. „Christus“, auch in der Tradition der jüdischen Umschreibung des Gottesnamens JHWH.
Während der höfischen Periode wurde „Herr“ Standesname für die Adligen, besonders die reichsunmittelbaren, die in der Würde nach den Fürsten und Grafen rangierten und regierende Inhaber einer „Herrschaft“ waren. Der unerwachsene Sohn solcher Herren hieß Junc-he:rre (Junker); „Herren“ gehörende Güter bzw. Ländereien werden in Güterverzeichnissen mit „Herrenland“ bezeichnet.
In den Städten ging der Name Herr auf die obrigkeitlichen Personen über; allgemeiner wurde er auch für Familienoberhäupter, für Geistliche, überhaupt für Personen, die Gewalt über etwas hatten, gebraucht. Das noch heute verwendete „Dienstherr“ macht das Unterstellungsverhältnis eines Beamten deutlich.
Angehörige eines „Chorherren-Ordens“ (z. B. Prämonstratenser, Augustiner-Chorherren) werden nach wie vor häufig als „Herr“ und nicht als „Pater“ tituliert.
Die mit „Herr“ verbundene Standesauszeichnung verwischte sich allmählich: das Wort sank mit Beginn des 17. Jahrhunderts zu einer bloßen Höflichkeitsbezeigung herab.

## Anrede
Heute ist „Herr“ die einfachste, allgemein übliche Anredeform für männliche Personen im Gegensatz zu „Frau“ für weibliche Personen. Dabei wird „Herr“ gewöhnlich nur in Verbindung mit dem Siezen angewandt, meist in Verbindung mit dem Familiennamen. Sich selbst als „Herr“ zu bezeichnen (z. B.: „Ich bin Herr Schmidt“), ist im Deutschen unüblich.
Personen mit einer herausgehobenen Position in der Gesellschaft werden nicht mit „Herr“, sondern mit ihrem Titel oder ihrer Position angeredet. Dies ist der Fall bei kirchlichen Würdenträgern, Akademikern und anderen. Ist ein ehemaliges Adelsprädikat Bestandteil des Namens, wird z. B. statt von „Herrn Grafen Lambsdorff“ oft vom „Grafen Lambsdorff“ gesprochen. Ihn dagegen mit „Herr Graf“ anzureden, drückt aus, dass der Anredende sich einer niedrigeren sozialen Klasse als der Angeredete zugehörig fühlt. Andere Interpretationen deuten die Anrede "Herr Graf" als Gleichstellung des Grafen in der bürgerlich-republikanischen Gesellschaft mit dem Otto Normalbürger „Herrn Müller“.
Beispiele für die Kombination der Anrede „Herr“ mit einer Funktion:
- „Herr Richter“ oder „Herr Vorsitzender“ (mündlich zu einem Richter)
- auf Briefen „Herrn Abteilungsleiter [Eigenname]“ als schriftliche Destination (zu ergänzen „dem Herrn Abteilungsleiter“)
- „Herr Pfarrer“ zu einem Pfarrer
- „Herr Wachtmeister“ oder „Herr Kommissar“ zu einem Polizisten

Des Weiteren ist es teilweise noch gängig, dass eine Person anstatt mit dem Familiennamen mit einem akademischen Grad oder Berufstitel (z. B. „Herr Doktor“, insbesondere für praktizierende Ärzte), mit seiner Amtsbezeichnung (z. B. „Herr Inspektor“) oder Dienstgrad (z. B. „Herr General“) angeredet wird.
Im englischen Sprachgebrauch wird Sir im Mündlichen oft synonym als Höflichkeitsfloskel für einen Mann verwendet, ohne dass der Angesprochene ein wirklicher geadelter Sir ist. Altertümlich steht „Herr“ sowohl für den Hausherrn, lateinisch dominus, wie auch für den Meister, magister, den Dienstherren. Im Kontext der Leibeigenschaft und Sklaverei kann die Anrede des Herrn dann im Englischen als Master übersetzt werden.

## Begriffsumfeld
- „Herr“ ist ein christliches Synonym für „Gott“ (z. B. im Gebet Herr, vergib mir meine Sünden).
- „Herr der Finsternis“ wird synonym für den „Teufel“ verwendet.
- „Herr der Lage sein“ ist eine Bezeichnung für eine Person, die ein Ereignis unter Kontrolle hat.
- Als „Herrin des Ermittlungsverfahrens“ wird die Staatsanwaltschaft bezeichnet.
- Im verwaltungsrechtlichen Widerspruchsverfahren bezeichnet man die Widerspruchsbehörde als „Herrin des Verfahrens“.
- Im baurechtlichen Genehmigungsverfahren wird eine weibliche Antragstellerin als „Bauherrin“ bezeichnet.
- „Herrchen“ ist ein verniedlichendes Synonym für einen männlichen Haustierbesitzer.
- Bisweilen wird „Herr“ im Deutschen auch als Synonym für Gentleman verwendet[4], z. B. als Friseurkunde oder beim Paartanz.
- Darüber hinaus wird „Herr“ auch synonym zu „Mann“ gebraucht.[5]